# Изгубљени аутопут
Изгубљени аутопут (енгл. Lost Highway) филм из 1997. у режији Дејвида Линча, по сценарију Берија Гифорда и самог Линча. Главне улоге тумаче: Бил Пулман, Патриша Аркет, Балтазар Гети и Роберт Блејк.
Филм прати музичара (Пулман) који почиње да прима мистериозне ВХС снимке њега и његове жене (Аркет) у њиховом дому. Изненада је осуђен за убиство, након чега необјашњиво нестаје и на његово место долази млади механичар (Гети) који води другачији живот.

## Радња
Лос Анђелес, 1994. године. Радња филма се одвија у приградској двоспратној кући. Фред Медисон (Бил Пулман) сумња да је његова супруга Рене (Патриша Аркет) неверна. Даље се одигравају чудни и мистериозни догађаји. Интерфон звони и неко каже да је Дик Лоран мртав. Затим, у јутарњој преписци, супружници проналазе видео касете; један је снимио фасаду своје виле, други - сами супружници, како спавају у кревету. И коначно, на Ендијевој (Мајкл Меси) забави, Фред упознаје Мистериозни човек (Роберт Блејк), после разговора са којим Медисонови журно напуштају забаву. Следећег јутра, Фред проналази још један снимак и са ужасом препознаје себе поред раскомаданог леша своје жене. Тек у полицијској станици успева да дође себи. Судским налогом, Фред Медисон је осуђен на смрт у електричној столици и смештен у затворску ћелију до извршења казне.
Током преподневног обиласка, уместо Фреда Медисона, затворски чувар открива у ћелији аутомеханичара Пита Дејтона (Балтазар Гети), који је пуштен, постављајући га за даноноћни надзор. Након пуштања на слободу, Пит се враћа мејнстриму свог уобичајеног живота: дању ради у радионици за поправке аутомобила, а увече проводи време са својом девојком Шилом (Наташа Грегсон Вагнер). Он такође помаже у поправљању скупих аутомобила за свог покровитеља, господина Едија (Роберт Лођа), криминалног боса кога су полицајци идентификовали као Дика Лорена. Убрзо, Пит упознаје љубавницу господина Едија, плавушу Алис Вејкфилд, која веома личи на бринету Рене Медисон. Између њих почиње љубавна веза. Алис проналази излаз из ситуације: нуди Питу да опљачка њеног пријатеља Ендија и оде. Пит спроводи план тако што је случајно убио Ендија у тучи бацивши га на стаклени сто. после чега љубавници одлазе из града до купца украдене робе. Место наводног сусрета са оградом је кућа усред пустиње, која се испоставља да је празна. После љубавне сцене ноћу у пустињи испред упаљених фарова аутомобила, Алис улази у кућу, док Пит чека напољу.
Сада Пит Дејтон изгледа као Фред Мадисон. Улази у кућу и уместо Алисе тамо види Тајанственог човека, који јавља да се девојка не зове Алис, већ Рене. На питање човека, како се зове, он ћути. Збуњен, Пит, под маском Фреда, одлази у мотел под називом Изгубљени аутопут, где види сцену своје жене Рене која раскине са Диком Лораном. Након што Рене оде, он напада Дика Лорена и отера га у пустињу, коју са прозора мотела посматра Мистериозни човек. Тамо Пит и Мистериозни човек који се неочекивано појави убијају Дика Лорена. Мистериозни човек затим шапуће даље инструкције на Питово уво и нестаје, док Пит, у истом облику као и Фред, одлази у Фредову кућу, где га посматра полиција у оквиру истраге о убиствима Ендија и Ренеа, и јавља преко интерфона да је Дик Лоран мртав, након чега журно седа у аутомобил и покушава да побегне од масовне полицијске потере, која му не успева због напада панике током вожње.